# Tuktuk

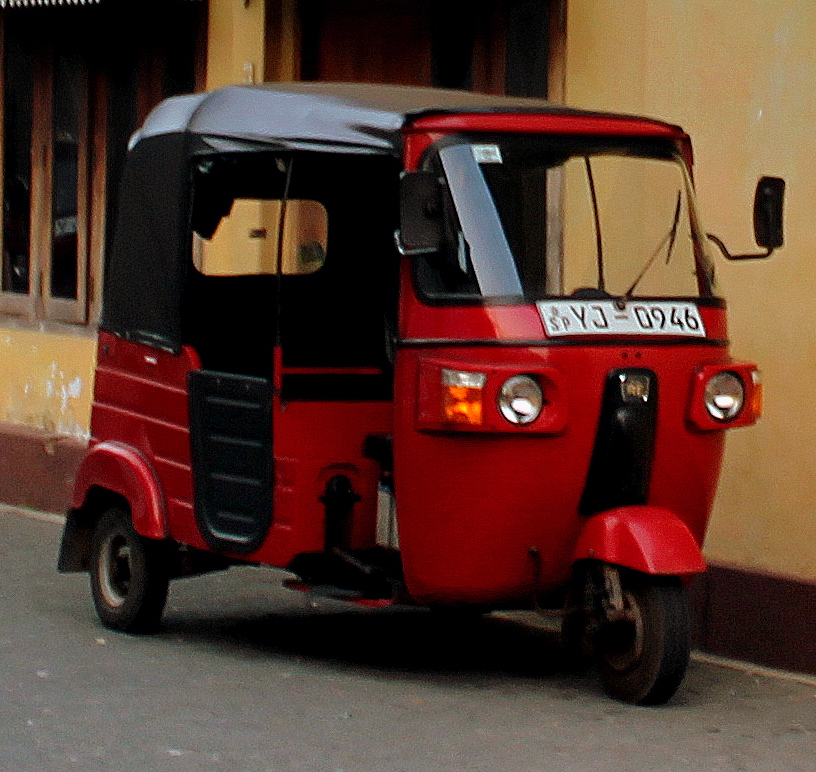
Motoros riksa Srí Lankán

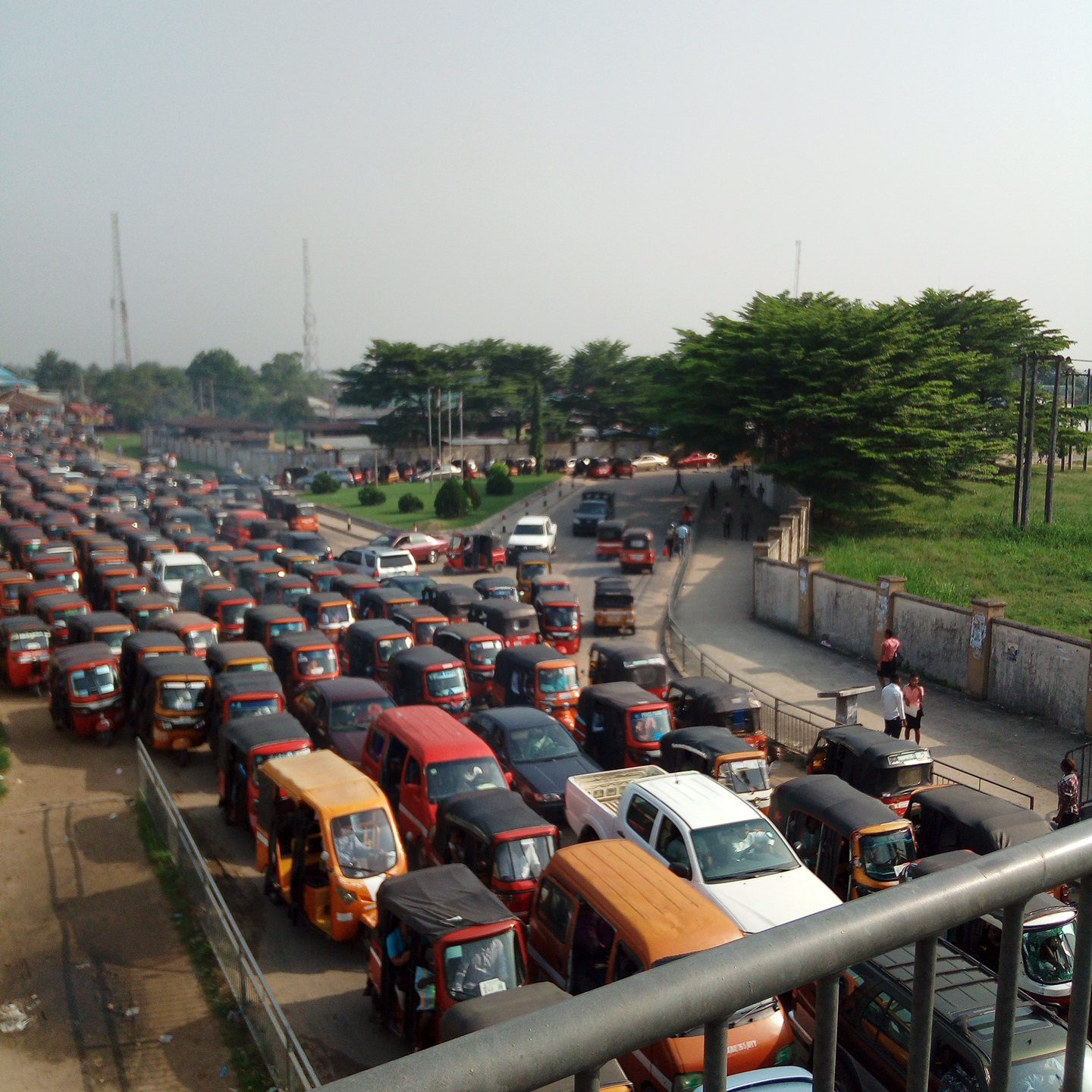
Motoros riksák Nigériában

A motoros riksa, más néven tuktuk a kézi erővel húzott riksa vagy a kerékpáros riksa motorizált változata. A legtöbbnek három kereke van, és nem dőlnek meg hátrafelé, szemben a hagyományos riksákkal. Számos kifejezéssel ismerik őket különböző országokban, mint például az auto, az auto/auto rickshaw taxi, a baby taxi, a pigeon, a bajaj, a chand gari, a lapa, a 3whee, a keke napep vagy a scooter.
A motoros riksa a városi közlekedés általános formája, mind bérelhető, mind magánhasználatú járműveként a világ számos országában. Különösen gyakori a trópusi vagy szubtrópusi éghajlatú országokban, mivel utastere általában nincs teljesen zárva. Sok fejlődő országban viszonylag olcsó a birtoklása és az üzemeltetése. 2019-től az indiai Pune Bajaj Auto lett a világ legnagyobb motoros-riksa gyártója, a 2019-es pénzügyi évben 780 000 darabot értékesített.
Sokféle motoros riksatípus, kialakítás és variáció létezik. A legelterjedtebb típust fémlemez test és nyitott keret jellemzi, amely három keréken nyugszik; vászontető lehajtható oldalsó függönyökkel; egy kis fülke elöl a sofőr számára (Indiában az auto-wallah vagy tuktuk-wallah) a kormánnyal; teher-, utas- vagy mindkettő térrel hátul. Egy másik elterjedt típus egy olyan motorkerékpár, amelynek kibővített oldalkocsija van, vagy ritkábban az a fajta, amely tolja, nem pedig húzza az utasteret vagy a rakományát.
A jármű további előnye, hogy kis mérete folytán könnyebben tud haladni a szűk utcákban és a városi forgatagban.